# Łapajówka (Prybużany)
Łapajówka (ukr. Лапаївка) – dawna wieś, obecnie część wsi Prybużany na Ukrainie w rejonie lwowskim (wcześniej w rejonie kamioneckim) w obwodzie lwowskim. Leży na lewym brzegu Bugu, na północ od Kamionki Bużańska.
Za II Rzeczypospolitej do 1934 roku wieś stanowiła samodzielną gminę jednostkową w powiecie kamioneckim w woj. tarnopolskim. W związku z reformą scaleniową została 1 sierpnia 1934 roku włączona do nowo utworzonej wiejskiej gminy zbiorowej Kamionka Strumiłowa w tymże powiecie i województwie. Po wojnie wieś weszła w struktury administracyjne Związku Radzieckiego, gdzie została włączona do Łanów Polskich (przemianowanych na Prybużany).